# Liste des archevêques de Palerme
Pour un article plus général, voir Archidiocèse de Palerme.
La liste des archevêques de Palerme recense les noms des archevêques qui se sont succédé sur le siège épiscopal de Palerme en Sicile depuis la fondation de l'archidiocèse de Palerme au XIe siècle. 

## Archevêques de Palerme
- Nicodème (1065–1073)
- Alcherius (1083–1110)
- Gauthier I (1111–1122)
- Pierre (1123–1132)
- Roger Fesca  (1141–1147)
- Hugo Primo (1150–1161)
- Étienne du Perche (1167–1168)
- Gauthier II (1169–1190)
- Barthélemy (1192–1199)
- Gauthier III de Pagliara (1200)
- Pierre II (1201–1204)
- Parisius I (1210–1212)
- Bérard de Castanea (Castaca, Castecca ou Castagna ?) (1213–1252)
- ? 1253
- Sede Vacante (1254–1257)
- Guglielmo (1257–1260)
- Leonardo de Comitibus (Comiti) (1261–1268)
- Giovanni Misnelio (Du Mesnil) (1273 ou 1285–1294)
- Pietro Santafede (1278–1284)
- Teodorico Raineri (1286–1294)
- Tizio Rogereschi (del Colle) (1295–1304)
- Bartolomeo de Antiochia (1305–1311) (Hohenstaufen)
- Francesco de Antiochia (1311–1320) (Hohenstaufen)
- Giovanni Orsini (1320–1333)
- Matteo Orsini (1334–1336)
- Parisio II. (1336–1337)
- Théobald II. (1338–1350)
- Ruggero de Pulcheriis (Pulcheri), O.F.M. (1351)
- Arnaldo Migliore (1360–1362)
- Ottaviano de Labro (1362–1363)
- Melchiorre Bevilacqua (1363–1364)
- Martino Arezzo (1365)
- Matteo de Cunis (ou Delle Porta) (1366–1377)
- Nicolò Montaperto (ou Cosucchi) (1377–1382)
- Ludovico Bonito (1383–1392)
- Alberto Villamarino (1392)
- Raimondo Santapace (Santapau) (1393)
- Gilforte Riccobono (1397–1398)
- Giovanni Procida (1400–1410)
- Giovanni Termini (1411–1413)
- Ubertino de Marinis (Marino) (1414–1434)
- Nicolas de Tudeschis (De Tudischis) (1434–1445)
- Mario Orsini (1445)
- Simone Beccadelli (1445–1465)
- Nicolò Puxades (ou Pujades ou Bajada) (1466–1467)
- Giovanni Burgio (1467–1469)
- Paolo Visconti (1469–1473)
- Philippe d'Aragon de Navarre (1474–1485) (maison de Trastámara)
- Pietro de Fuxa (ou de Foix) (1485–1489)
- Giovanni Paterno (1490–1511)
- Francesco Remolino (ou Rodamilans) (1511–1518)
- Thomas Cajetan (1518–1519)
- Giovanni Carandolet (1520–1544)
- Pietro Tagliavia d'Aragonia (1544–1558)
- Francisco Orozco de Arce (1559–1561)
- Ottaviano Preconio (1562–1568)
- Juan Segría (Giovanni Cengria) (1569)
- Giacomo Lomellino (del Campo) (1571–1575)
- Cesare Marullo (1578–1588)
- Diego Haëdo (de Hajedo) (1589–1608)
- Giovanni (Giannettino) Doria e del Carretto (1608–1642)
- Fernando Andrade Castro (1644–1648) (aussi archevêque de Jaén)
- Martín de León Cárdenas (y Cardines), O.S.A. (1650–1655)
- Pietro Martinez y Rubio (1656–1667)
- Juan Lozano, O.S.A. (1669–1677) (aussi archevêque de Plasencia)
- Giacomo Palafox y Cardona (1677–1684)
- Ferdinando Bazan e Manriquez (1685–1702)
- José Casch, O.M. (1703–1724)
- Pablo Vilana Perlas (1723–1729)
- Giovanni Maurizio Gustavo (1730–1731)
- Matteo Basile (it) (1731–1736)
- Domenico Rosso e Colonna (1736–1747)
- José Alfonso Meléndez, O.F.M. (1748–1753)
- Marcello Papiniano Cusani (1754–1762)
- Serafino Filangeri (1762–1776)
- Francesco Ferdinando Sanseverino (1776–1793)
- Filippo Lopez y Royo (1793–1802)
- Domenico Pignatelli di Belmonte, C.R. (1802–1803)
- Raffaele Mormile (1803–1813)
- Pietro Gravina (di Montevago) (1816–1830)
- Gaetano Maria Giuseppe Benedetto Placido Vincenzo Trigona e Parisi (1833–1837)
- Ferdinando Maria Pignatelli, C.R. (1839–1853)
- Giovanni Battista Naselli Morso e Montaperto (1853–1870)
- Michelangelo (Pierre) Celesia, O.S.B. (1871–1904)
- Alessandro Lualdi (1904–1927)
- Luigi Lavitrano (1928–1944)
- Ernesto Ruffini (1945–1967)
- Francesco Carpino (1967–1970)
- Salvatore Pappalardo (1970–1996)
- Salvatore De Giorgi (1996–2006)
- Paolo Romeo (2006-2015), précédemment archevêque titulaire de Vulturia (de)
- Corrado Lorefice (depuis 2015)